# (2508) Alupka
(2508) Alupka est un astéroïde de la ceinture principale.

## Description
(2508) Alupka est un astéroïde de la ceinture principale. Il fut découvert le 13 mars 1977 à Naoutchnyï par Nikolaï Tchernykh. Il fut nommé en honneur de la ville Aloupka. Il présente une orbite caractérisée par un demi-grand axe de 2,37 UA, une excentricité de 0,13 et une inclinaison de 6,1° par rapport à l'écliptique.

## Compléments